# Handelsplatz
Der Handelsplatz (englisch trading venue) ist ein Rechtsbegriff aus dem Börsen-, Finanzmarktaufsichts- und Wertpapierrecht, worunter Börsen, multilaterale Handelssysteme und organisierte Handelssysteme zu verstehen sind.

## Allgemeines
Diese Legaldefinition aus § 2 Abs. 5 BörsG verdeutlicht, dass nicht nur geografische Orte wie Wertpapier- und Warenbörsen als Handelsplätze gelten, sondern auch eingesetzte computerbasierte Handelssysteme mit spezieller Software. Handelsplatz ist ein zentraler Begriff der MiFID II, auf die das BörsG ausdrücklich verweist (§ 26d BörsG). Diese drei Arten von Handelsplätzen beruhen auf dem 2. FiMaNoG.

## Rechtsfragen
Ein Handelsplatz ist wertpapierrechtlich gemäß § 2 Abs. 22 WpHG ein organisierter Markt, ein multilaterales Handelssystem oder ein organisiertes Handelssystem. Organisierter Markt ist gemäß § 2 Abs. 11 WpHG ein im Inland, in einem anderen EU-Mitgliedstaat oder einem anderen Vertragsstaat des Abkommens über den Europäischen Wirtschaftsraum betriebenes oder verwaltetes, durch staatliche Stellen genehmigtes, geregeltes und überwachtes multilaterales System, das die Interessen einer Vielzahl von Personen am Kauf und Verkauf von dort zum Handel zugelassenen Finanzinstrumenten innerhalb des Systems und nach nicht-diskretionären Bestimmungen in einer Weise zusammenbringt oder das Zusammenbringen fördert, die zu einem Vertrag über den Kauf dieser Finanzinstrumente führt. Multilaterales System ist gemäß § 2 Abs. 21 WpHG ein System oder ein Mechanismus, der die Interessen einer Vielzahl Dritter am Kauf und Verkauf von Finanzinstrumenten innerhalb des Systems zusammenführt. Ein organisiertes Handelssystem ist gemäß § 2 Abs. 8 Nr. 9 WpHG der Betrieb eines multilateralen Systems, bei dem es sich nicht um einen organisierten Markt oder ein multilaterales Handelssystem handelt und das die Interessen einer Vielzahl Dritter am Kauf und Verkauf von Schuldverschreibungen, strukturierten Finanzprodukten, Emissionszertifikaten oder Derivaten innerhalb des Systems auf eine Weise zusammenführt, die zu einem Vertrag über den Kauf dieser Finanzinstrumente führt.
Eine Ausnahme besteht lediglich für Betreiber organisierter Handelssysteme, die in dem System in Bezug auf illiquide öffentliche Schuldtitel Handel für eigene Rechnung betreiben dürfen (§ 75 Abs. 3 WpHG). Der außerbörsliche Handel ist kein Handelsplatz, weil er als Interbankenhandel nicht an einem einzigen Ort und nicht mit einem einzigen Handelssystem stattfindet.

## Wirtschaftliche Aspekte
Von multilateralen Systemen müssen bilaterale Systeme abgegrenzt werden. Bilaterale Systeme zeichnen sich dadurch aus, dass der Systembetreiber in dem System Handel für eigene Rechnung betreibt. So betreiben systematische Internalisierer und sonstige OTC-Market-Maker bilaterale Systeme und handeln mit ihren Kunden in dem System für eigene Rechnung. Die genaue Abgrenzung von multilateralen und bilateralen Systemen ist allerdings unter verschiedenen europäischen Aufsichtsbehörden umstritten. Dementsprechend ist es derzeit in vielen Ländern der EU nicht möglich, den multilateralen Handel im Rahmen eines Ein-Market-Maker-Systems zu organisieren. Eine Ausnahme stellt dabei Deutschland dar, wo an den meisten Handelsplätzen lediglich ein Spezialist Preise stellt und Kontrahent aller Käufer und Verkäufer ist.

### Statistik
Laut einem Bericht des Beratungsunternehmens Oxera im Auftrag des Interessenverbands Association for Financial Markets in Europe wurden 56 % aller gemeldeten Handelsgeschäfte im ersten Quartal 2021 an organisierten Märkten und anderen börsenähnlichen multilateralen Handelssystemen getätigt. Werden nur Geschäfte berücksichtigt, die zur Preisbildung beitragen, dann erhöht sich der Anteil auf 72 %, wobei davon etwas mehr als die Hälfte im fortlaufenden Handel, je rund ein Fünftel in Auktionen und off-book on-exchange, sowie ein Zwölftel an Schattenbörsen. Werden darüber hinaus nur Handelsgeschäfte während der Handelszeiten der regulären Börsenzeiten berücksichtigt, dann erhöht sich der Anteil sogar auf 83 % und nur 17 % des Handels wird über systematische Internalisierer oder außerbörslich getätigt.
Das Unternehmen Rosenblatt Securities untersucht die Marktanteile der verschiedenen Handelsplätze am Gesamtumsatzvolumen im europäischen Effektenhandel. Demnach ist der Marktanteil der sogenannten lit trading venues, also der fortlaufende Handel an organisierten Märkten und anderen börsenähnlichen multilateralen Handelssystemen, bei 40–50 % des gesamten Umsatzvolumens aller Handelsplätze zwischen 2011 und 2016 gewesen. Von 2016 bis 2023 fiel der Marktanteil von 50 % auf nunmehr rund 35 % herab. Dabei ist zu beobachten, dass der Marktanteil der Eröffnungs- und Schlussauktionen von 5 % auf 15 % im selben Zeitraum anwuchs. Der übrige Effektenhandel wird außerbörslich (ca. 25 % Marktanteil), von systematischen Internalisierern (ca. 15 %) und Schattenbörsen (ca. 5 %) und in geringem Maße in regelmäßigen Auktionen (ca. 2 %) betrieben. (Stand: 2024)

## Sonstiges
Der Handelsplatz ist auch ein Ort, an dem intensiver Warenhandel getrieben wird. Wichtige Handelsplätze waren seit jeher die Seehäfen und die Hansestädte.